# Tropicanus lisei
Tropicanus lisei är en insektsart som beskrevs av Keti Maria Rocha Zanol 2006. Tropicanus lisei ingår i släktet Tropicanus och familjen dvärgstritar. Inga underarter finns listade i Catalogue of Life.